# Rodrigo Netto
Rodrigo da Silva Netto (Rio de Janeiro, 5 de maio de 1977 – Rio de Janeiro, 4 de junho de 2006), mais conhecido como Rodrigo Netto ou Nettinho,  foi um guitarrista, compositor e músico brasileiro, membro da banda Detonautas.

## Morte
Em uma noite de domingo no dia 4 de junho de 2006, enquanto retornava de uma festa no Rio de Janeiro, ele estava em seu carro junto com o irmão e a avó quando se depararam com criminosos, e estes queriam seu carro. Rodrigo não reagiu, mas foi baleado com dois tiros e morreu no local.
Na época, os Detonautas iriam fazer shows nos dias 5, 6 e 7 de junho, mas foram adiados por motivo de luto. Algum tempo depois Tchello (baixista da banda), tatuou a foto de Rodrigo nas costas e Tico Santa Cruz tatuou na costela a assinatura do companheiro. Um dos acusados do assassinato foi morto em 24 de fevereiro de 2010, em um tiroteio.